# Championnat de Bosnie-Herzégovine d'échecs
Le championnat de Bosnie-Herzégovine d'échecs est organisé depuis 2005 par la Fédération des échecs de Bosnie-Herzégovine. 

## Historique
Le championnat de Bosnie-Herzégovine d'échecs a été organisé pour la première fois en 2005 par le l'Union d'échecs de Bosnie-Herzégovine, plus de dix ans après son indépendance de la Yougoslavie. Lors de la première édition, il y avait six joueurs de Bosnie-Herzégovine et six joueurs de Serbie-et-Monténégro. La première édition a été marquée par l'absence d'acteurs de premier plan tels que Borki Predojević, Bojan Kurajica et Emir Dizdarević. La deuxième édition s'est déroulée avec 10 joueurs de Bosnie-Herzégovine et deux joueurs de Serbie-Monténégro. L'effectif de la troisième édition était entièrement composé de joueurs bosniaques. Avec la participation de Borki Predojević et Predrag Nikolić, c'est une des plus fortes moyennes Elo de ce championnat. 

## Vainqueurs du championnat mixte
| Édition année | Édition année | Ville         | Vainqueur               |
| ------------- | ------------- | ------------- | ----------------------- |
| 1             | 2005          | Brčko         | Milan Vukić             |
| 2             | 2006          | Vitez         | Željko Bogut (en)       |
| 3             | 2007          | Sarajevo      | Predrag Nikolić         |
| 4             | 2010          | Široki Brijeg | Željko Bogut            |
| 5             | 2011          | Cazin         | Emir Dizdarević         |
| 6             | 2012          | Neum          | Emir Dizdarević         |
| 7             | 2013          | Cazin         | Denis Kadrić            |
| 8             | 2014          | Zenica        | Dalibor Stojanović (en) |
| 9             | 2016          | Lukavac       | Goran Trkulja (en)      |

## Championnat féminin
| Année | Ville  | Championne  |
| ----- | ------ | ----------- |
| 2008  | Ilidža | Elena Borić |